# Atelostomats
Els atelostomats (Atelostomata) són un superordre d'equinoderms equinoïdeus que es caracteritzen per la seva forma irregular i l'absència de llanterna alimentadora. El grup inclou els eriçons cors, i també formes extintes.

## Taxonomia
El superordre atelostomats inclou 1.358 espècies, 36 d'elles extintes, i dos ordres:
- Ordre Holasteroida
- Ordre Spatangoida